# مگدا اپه‌نوویچ
مَگدا اَپه‌نوویچ (انگلیسی: Magda Apanowicz؛ ‎/æpəˈnoʊvɪtʃ/‎ ap-ə-NOH-vich; Polish: [apaˈnɔvit͡ʂ]؛ زادهٔ ۸ نوامبر ۱۹۸۵) یک هنرپیشه اهل کانادا است. وی از سال ۱۹۹۵ میلادی تاکنون مشغول فعالیت بوده‌است.
از فیلم‌ها یا مجموعه‌های تلویزیونی که وی در آن‌ها نقش داشته است می‌توان به اثر پروانه‌ای، کایل ایکس‌وای و منتالیست اشاره نمود.